# アミノシクロプロパンカルボン酸オキシダーゼ
アミノシクロプロパンカルボン酸オキシダーゼ（aminocyclopropanecarboxylate oxidase）は、システイン、メチオニン代謝酵素の一つで、次の化学反応を触媒する酸化還元酵素である。
1-アミノシクロプロパン-1-カルボン酸 + アスコルビン酸 + O2 {\displaystyle \rightleftharpoons } エチレン + シアニド + デヒドロアスコルビン酸 + CO2 + 2 H2O
この酵素の基質は1-アミノシクロプロパン-1-カルボン酸、アスコルビン酸、O2で、生成物はエチレン、シアニド、デヒドロアスコルビン酸、CO2とH2Oである。
組織名は1-aminocyclopropane-1-carboxylate oxygenase (ethylene-forming)で、別名にACC oxidase、ethylene-forming enzymeがある。